# 乔治湖 (密歇根–安大略)
乔治湖是美国密歇根州奇佩瓦县和加拿大安大略省西北部阿尔戈马区的一个湖泊，位于西密歇根州的糖岛和东安大略省大陆之间。
该湖位于五大湖盆地，是休伦湖和圣玛丽河的一部分。主要流入是从北部的小乔治湖流入的河流，主要流出是从东部的尼比什海峡到南部的圣约瑟夫海峡。

## 支流

### 在密歇根州
岩底溪（右）
威尔玛溪（右）

### 在安大略省
巴尔河（左）
回声河（左）